# Кратологія
Кратоло́гія — вчення про владу, про закономірності її походження, функціонування і розвитку, про типи і види влади, її суб'єкти, об'єкти, носії, форми, функції, задачі, механізми, норми і принципи, сутність й особливість поділу влади, взаємодії влади з іншими сферами життя і влади різного роду між собою, а також із закордонною владою.

## Влада первинна і вторинна
Приклад:
- ПЕРВИННА, політична влада  визначає межі взаємин у суспільстві (стратегія).
- Державна влада, як ВТОРИННА, різними проявами (тактика) прагне утримати суспільне життя в установлених межах.